# Armand (acteur)
Pour les articles homonymes, voir Armand.
Armand-François Huguet, dit Armand, est un acteur français né à Richelieu (Indre-et-Loire) le 1er juin 1699 et mort à Paris le 26 novembre 1765,.

## Biographie
Il débute à la Comédie-Française le 2 mars 1723 dans le rôle de Pasquin, dans L'Homme à bonnes fortunes de Michel Baron, et y est reçu en octobre de l'année suivante. Engagé pour doubler La Thorillière fils, il le remplace à sa mort (1731).
Au début des années 1760, il était devenu le doyen du Théâtre-Français et Lekain l'avait pris pour modèle. Le Mercure de France, dans sa notice nécrologique, écrit : « La taille, la santé, la vigueur agile, et surtout la gaîté libre et naturelle de cet acteur, l'avaient rendu un des plus agréables comiques de son temps.»
Il a écrit une comédie intitulée Le Cri de la nature, représentée pour la première fois à Fontainebleau le 20 octobre 1769. Le texte est publié en 1771 par le Veuve Duchesne à Paris.

## Quelques rôles
- 1723 : L'Homme à bonnes fortunes de Michel Baron : Pasquin
- 1742 : Amour pour amour de Pierre-Claude Nivelle de La Chaussée : Zaleg
- 1763 : L'Anglais à Bordeaux de Charles-Simon Favart : Robinson

## Note
1. ↑  « Registre paroissial de Richelieu, 1698-juin 1701 », sur archives.touraine.fr, 1er mai 2024.
2. 1 2  Mercure de France, Paris, février 1766 (lire en ligne), p. 180